# Eyne
Eyne település Franciaországban, Pyrénées-Orientales megyében. Lakosainak száma 149 fő (2022. január 1.). Eyne Queralbs, Fontpédrouse, Llo, Font-Romeu-Odeillo-Via, Bolquère, La Cabanasse, Saint-Pierre-dels-Forcats, Planès és Saillagouse községekkel határos.

## Földrajz

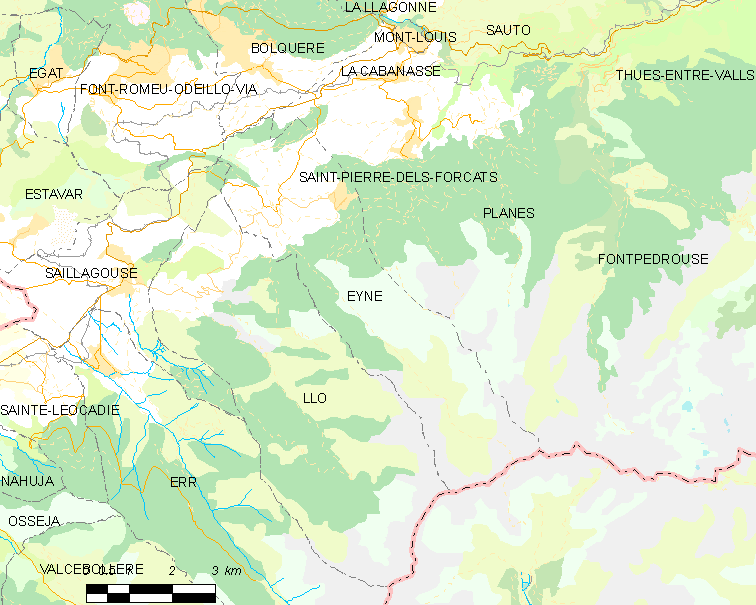
Eyne és környéke

## Népesség
A település népességének változása:
| Lakosok száma | 128  | 126  | 132  | 130  | 135  | 141  | 144  | 146  | 149  |
|               | 2013 | 2015 | 2016 | 2017 | 2018 | 2019 | 2020 | 2021 | 2022 |